# Brumsic Brandon Jr.
Brumsic Brandon Jr. (né le 10 avril 1927 à Washington et mort le 28 novembre 2014 à Cocoa Beach) est un auteur de bande dessinée américain surtout connu pour son comic strip Luther (en) (1969-1986).
Sa fille Barbara Brandon-Croft est également autrice de bande dessinée.

## Biographie
Brumsic Brandon Jr. naît à Washington le 10 avril 1927. Diplômé du secondaire en 1945, il étudie deux ans en Arts à l'université de New York et commence à livrer des dessins d'humour à divers magazines. Fin 1950, peu après avoir épousé Rita Broughton, il est appelé à servir dans les forces d'occupation américaines de l'Allemagne. De retour aux États-Unis, il enchaîne les travaux alimentaires tout en continuant à livrer des dessins. En 1957, il s'installe avec sa famille à New York pour travailler chez J. R. Bray Studios, une société qui produit des dessins animés. L'année suivante, les Brandon ont leur troisième enfant, Barbara.
Parallèlement à son travail d'animateur, qu'il occupe jusqu'en 1970, Brandon livre de nombreux dessins d'humour à Freedomways, la principale publication de l'élite intellectuelle afro-américaine. En 1969, il crée pour le syndicate Newsday Special le comic strip Luther (en), une des premières bandes dessinées humoristiques diffusée dans la presse généraliste ayant un Afro-Américain pour personnage principal. Peu après, la série est reprise par Los Angeles Times Syndicate, qui la diffuse dans une soixantaine de journaux jusqu'en 1986. Derrière un humour plutôt bon enfant, Brandon y défend les droits civiques et l'égalité raciale. Dans les années 1970 et 1980, il participe également à plusieurs programmes de la chaîne de télévision pour enfants WPIX. 
Après sa retraite de Luther, Brandon continue à publier des dessins d'humour dans divers titres afro-américain jusqu'à 1999. En 1995, il s'installe avec son épouse à Cocoa Beach, en Floride, et entame une collaboration avec le quotidien local Florida Today (en). Diagnostiqué de la maladie de Parkinson en 2002, il cesse progressivement ses activités et meurt en 2014.